# Emmet megye (Iowa)
Emmet megye (angolul Emmet County) az Amerikai Egyesült Államokban, azon belül Iowa államban található. A megyeszékhely Estherville. Lakosainak száma 9388 fő (2020. április 1.).

## Története
1851-ben alapították. Robert Emmetről nevezték el, aki egy ír szabadságharcos volt.

## Földrajza
Összesen 1,042 km² amiből 1,025 km² szárazföld és 17 km² víz (1,65%).

### Nagyobb autópályák
- Iowa Highway 4
- Iowa Highway 9
- Iowa Highway 15

### Szomszédos megyék
- Jackson megye, Minnesota  (északnyugat)
- Martin megye, Minnesota  (északkelet)
- Kossuth megye  (kelet)
- Palo Alto megye  (dél)
- Dickinson megye  (nyugat)

### Városok
| - Armstrong - Dolliver - Estherville - Forsyth - Gridley - Gruver - Halfa | - Hoprig - Huntington - Maple Hill - Raleigh - Ringsted - Wallingford |

## Közigazgatási területek
| - Armstrong Grove - Center - Denmark - Ellsworth - Emmet - Estherville | - High Lake - Iowa Lake - Jack Creek - Lincoln - Swan Lake - Twelve Mile Lake |

## Népesség
A település népessége az elmúlt években az alábbi módon változott:
| Lakosok száma | 10 279 | 10 072 | 9997 | 9996 | 9769 | 9388 |
|               | 2010   | 2011   | 2012 | 2013 | 2015 | 2020 |

## Külső hivatkozások
- Hivatalos honlap (angolul)
- Adatok a városokról (angolul)